# 鮒魚山
鮒鱼山是先秦時期的山名，鲋鱼山又名嶓冢山，漢水的源流處，即現在秦嶺南麓的漢王山，位於陝西省漢中市寧強縣大安镇境內。古時漢水發源自鲋鱼山，向東南流入沔水，東流經陝南和鄂西北，於武漢漢口注入長江。顓頊葬於鲋鱼山之南，九嫔葬於山之北面，有四條蛇護衛著帝陵。